# Thủy Nguyên (thành phố)
Thủy Nguyên là một thành phố cũ thuộc thành phố Hải Phòng, Việt Nam.

## Địa lý
Thành phố Thủy Nguyên nằm ở cửa ngõ phía bắc của thành phố Hải Phòng, nằm cách trung tâm thành phố khoảng 13 km, có vị trí địa lý:
- Phía đông giáp thị xã Quảng Yên, tỉnh Quảng Ninh
- Phía tây giáp thị xã Kinh Môn, tỉnh Hải Dương
- Phía nam giáp quận Hải An, quận Hồng Bàng và quận Ngô Quyền
- Phía bắc giáp thành phố Uông Bí và thành phố Đông Triều, tỉnh Quảng Ninh.

Các điểm cực của thành phố Thủy Nguyên:
- Cực đông gần ngã ba sông Bạch Đằng và sông Giá, tổ dân phố Do Nghi, phường Tam Hưng.
- Cực nam trên sông Cấm gần cảng Hải Phòng, tổ dân phố Hữu Quan, phường Dương Quan.
- Cực tây trên sông Hàn (sông An Lưu), thôn Trại Sơn, xã Ninh Sơn.
- Cực bắc ngã ba sông Kinh Thầy, sông Phi Liệt, sông Đá Bạc (sông Đá Vách) thuộc thôn Phi Liệt, xã Liên Xuân.

Địa hình: Thủy Nguyên khá đa dạng, dốc từ phía tây bắc xuống đông nam, vừa có núi đất, núi đá vôi, vừa có đồng bằng và hệ thống sông hồ dày đặc. Đây chính là những điều kiện tự nhiên thuận lợi để thành phố Thủy Nguyên phát triển một nền kinh tế đa dạng về ngành nghề bao gồm cả nông nghiệp, công nghiệp, tiểu thủ công nghiệp, thủy sản và du lịch.

## Hành chính
Thành phố Thủy Nguyên có 21 đơn vị hành chính cấp xã trực thuộc, bao gồm 17 phường: An Lư, Dương Quan, Hoa Động, Hòa Bình, Hoàng Lâm, Lập Lễ, Lê Hồng Phong, Lưu Kiếm, Minh Đức, Nam Triệu Giang, Phạm Ngũ Lão, Quảng Thanh, Tam Hưng, Thiên Hương, Thủy Đường, Thủy Hà, Trần Hưng Đạo và 4 xã: Bạch Đằng, Liên Xuân, Ninh Sơn, Quang Trung.

## Lịch sử
Vùng đất Thủy Nguyên có từ xa xưa, tên cũ là Giang Nam Triệu, sau là Thủy Đường. Phần núi được xếp vào loại cổ nhất ở Hải Phòng qua những di chỉ khảo cổ học Tràng Kênh, Việt Khê,... Còn phần đồng bằng có từ sau công nguyên.
Thời Hùng Vương vùng đất này thuộc bộ Dương Tuyền (Thang Tuyền), một trong mười lăm bộ của nước Văn Lang.
Thời Hán thuộc địa phận huyện An (Yên) Định, quận Giao Chỉ. Tên gọi Thủy Đường được nhắc đến nhiều lần trong sử sách thời thuộc Minh (1407–1427). Trước đó, là Giang Nam Triệu, ở đây "giang" là đơn vị hành chính tương đương cấp huyện, trong "giang" có nhiều "trang", loại đơn vị hành chính này có ở Thủy Nguyên nhiều hơn các huyện khác thuộc thành phố Hải Phòng. Giang Nam Triệu (tức huyện Thủy Đường) có từ thời Tiền Lê. Địa bàn "giang" này bao gồm các huyện Giáp Sơn, An Dương, Thủy Đường thời Hậu Lê.
Thời Lý – Trần thuộc lộ Hồng.
Cuối đời Trần, thuộc châu Đông Triều, lộ Hải Đông.
Thời hậu Trần thuộc phủ lộ Tân Hưng.
Thời thuộc Minh thuộc lộ Tân Yên (An).
Thời Lê sơ thuộc phủ Kinh Môn, lộ Nam Sách.
Từ năm Quang Thuận thứ 10 (1469) là một trong bảy huyện thuộc phủ Kinh Môn, thừa tuyên Hải Dương (Giáp Sơn, Đông Triều, Kim Thành, An Lão, An Dương, Nghi Dương và Thủy Đường).
Thời Tây Sơn, huyện Thủy Đường thuộc phủ Kim Môn, trấn Yên Quảng.
Thời nhà Nguyễn, huyện Thủy Đường thuộc phủ Kinh Môn, trấn Hải Dương.
Thời Đồng Khánh (tên húy vua là Nguyễn Phúc Ưng Đường), huyện Thủy Đường đổi thành huyện Thủy Nguyên.
Năm 1887, thành lập tỉnh Hải Phòng trên cơ sở điều chỉnh 4 xã: Tả Quan, Lai Dương, Lâm Động, Bính Động thuộc huyện Thủy Nguyên, tỉnh Hải Dương.
Năm 1891, sáp nhập toàn bộ huyện Thủy Nguyên vào tỉnh Hải Phòng.
Năm 1902, tỉnh Hải Phòng đổi thành tỉnh Phù Liễn. Khi đó, huyện Thủy Nguyên thuộc tỉnh Phù Liễn.
Năm 1906, tỉnh Phù Liễn đổi thành tỉnh Kiến An. Khi đó, huyện Thủy Nguyên thuộc tỉnh Kiến An.
Ngày 7 tháng 11 năm 1949, Sắc lệnh số 130-SL về việc sáp nhập huyện Thuỷ Nguyên thuộc tỉnh Kiến An vào tỉnh Quảng Yên.
Ngày 4 tháng 3 năm 1950, Chủ tịch nước ban hành Sắc lệnh số 257-SL về việc sáp nhập huyện Thủy Nguyên thuộc tỉnh Quảng Yên (khu Hồng Quảng) vào tỉnh Kiến An (khu Tả Ngạn).
Ngày 22 tháng 2 năm 1955, Chủ tịch nước ban hành Sắc lệnh số 221-SL về việc thành lập khu Hồng Quảng trên cơ sở Đặc khu Hòn Gai và tỉnh Quảng Yên (trừ các huyện Sơn Động, Kinh Môn, Nam Sách, Chí Linh). Khi đó, huyện Thủy Nguyên thuộc khu Hồng Quảng.
Ngày 27 tháng 10 năm 1962, Quốc hội ban hành Nghị quyết về việc sáp nhập tỉnh Kiến An vào thành phố Hải Phòng. Khi đó, huyện Thủy Nguyên trực thuộc thành phố Hải Phòng.
Huyện Thủy Nguyên có 33 xã: An Lư, An Sơn, Cao Nhân, Chính Mỹ, Đông Sơn, Dương Quan, Hòa Bình, Hoa Động, Hoàng Động, Hợp Thành, Kênh Giang, Kiền Bái, Kỳ Sơn, Lại Xuân, Lâm Động, Lập Lễ, Liên Khê, Lưu Kiếm, Minh Đức, Minh Tân, Mỹ Đồng, Ngũ Lão, Phả Lễ, Phù Ninh, Phục Lễ, Quảng Thanh, Tam Hưng, Tân Dương, Thiên Hương, Thủy Đường, Thủy Sơn, Thủy Triều, Trung Hà.
Ngày 15 tháng 7 năm 1983, Hội đồng Bộ trưởng ban hành Quyết định số 78-HĐBT về việc thành lập xã Gia Đức và xã Gia Minh trên cơ sở vùng kinh tế Gia Minh.
Ngày 18 tháng 3 năm 1986, Hội đồng Bộ trưởng ban hành Quyết định số 23-HĐBT về việc:
- Thành lập thị trấn Núi Đèo – thị trấn huyện lỵ của huyện Thủy Nguyên trên cơ sở 55,62 ha đất với 2.615 nhân khẩu của xã Thủy Sơn và 36,55 ha đất với 620 nhân khẩu của xã Thủy Đường.
- Chuyển xã Minh Đức thành thị trấn Minh Đức.

Ngày 10 tháng 1 năm 2004, Chính phủ ban hành Nghị định số 18/2004/NĐ-CP về việc thành lập xã Lưu Kỳ trên cơ sở điều chỉnh một phần diện tích tự nhiên và dân số của xã Lưu Kiếm.
Cuối năm 2023, huyện Thủy Nguyên có 2 thị trấn: Núi Đèo (huyện lị), Minh Đức và 35 xã: An Lư, An Sơn, Cao Nhân, Chính Mỹ, Đông Sơn, Dương Quan, Gia Đức, Gia Minh, Hòa Bình, Hoa Động, Hoàng Động, Hợp Thành, Kênh Giang, Kiền Bái, Kỳ Sơn, Lại Xuân, Lâm Động, Lập Lễ, Liên Khê, Lưu Kiếm, Lưu Kỳ, Minh Tân, Mỹ Đồng, Ngũ Lão, Phả Lễ, Phù Ninh, Phục Lễ, Quảng Thanh, Tam Hưng, Tân Dương, Thiên Hương, Thủy Đường, Thủy Sơn, Thủy Triều, Trung Hà.
Ngày 16 tháng 8 năm 2024, Bộ Xây dựng ban hành:
- Quyết định số 797/QĐ-BXD[14] về việc công nhận trình độ phát triển cơ sở hạ tầng đô thị đối với khu vực dự kiến thành lập phường thuộc đô thị Thủy Nguyên, thành phố Hải Phòng.
- Quyết định số 798/QĐ-BXD[2] về việc công nhận đô thị Thủy Nguyên, thành phố Hải Phòng đạt tiêu chí đô thị loại III.

Ngày 24 tháng 10 năm 2024, Ủy ban Thường vụ Quốc hội ban hành Nghị quyết số 1232/NQ-UBTVQH15 về việc sắp xếp đơn vị hành chính cấp huyện, cấp xã của thành phố Hải Phòng giai đoạn 2023–2025 (nghị quyết có hiệu lực từ ngày 1 tháng 1 năm 2025). Theo đó:
- Thành lập thành phố Thủy Nguyên thuộc thành phố Hải Phòng trên cơ sở toàn bộ 261,91 km² diện tích tự nhiên; quy mô dân số 382.103 người của huyện Thủy Nguyên và điều chỉnh 7,19 km² diện tích tự nhiên khu vực đảo Vũ Yên tại phường Đông Hải 1 thuộc quận Hải An.
- Thành lập 8 phường: Minh Đức, Hoa Động, Thiên Hương, Quảng Thanh, Hòa Bình, An Lư, Lập Lễ, Tam Hưng trên cơ sở 8 xã, thị trấn có tên tương ứng.
- Thành lập phường Phạm Ngũ Lão trên cơ sở xã Ngũ Lão.
- Thành lập phường Thủy Đường trên cơ sở thị trấn Núi Đèo và 2 xã: Thủy Sơn, Thủy Đường.
- Thành lập phường Dương Quan trên cơ sở xã Tân Dương và xã Dương Quan.
- Thành lập phường Hoàng Lâm trên cơ sở xã Lâm Động và xã Hoàng Động.
- Thành lập phường Lê Hồng Phong trên cơ sở xã Kiền Bái và xã Mỹ Đồng.
- Thành lập phường Trần Hưng Đạo trên cơ sở xã Đông Sơn và xã Kênh Giang.
- Thành lập phường Lưu Kiếm trên cơ sở xã Lưu Kỳ và xã Lưu Kiếm.
- Thành lập phường Thủy Hà trên cơ sở xã Trung Hà và xã Thủy Triều.
- Thành lập phường Nam Triệu Giang trên cơ sở xã Phục Lễ và xã Phả Lễ.
- Thành lập xã Bạch Đằng trên cơ sở 3 xã: Gia Đức, Gia Minh, Minh Tân.
- Thành lập xã Liên Xuân trên cơ sở xã Liên Khê và xã Lại Xuân.
- Thành lập xã Ninh Sơn trên cơ sở 3 xã: An Sơn, Kỳ Sơn, Phù Ninh.
- Thành lập xã Quang Trung trên cơ sở 3 xã: Cao Nhân, Chính Mỹ, Hợp Thành.

Thành phố Thủy Nguyên có 269,10 km² diện tích tự nhiên, quy mô dân số 382.103 người và 17 phường, 4 xã như hiện nay.

## Kinh tế - xã hội
Trong lĩnh vực công nghiệp, tiểu thủ công nghiệp - xây dựng và dịch vụ. Hiện nay, trên địa bàn thành phố có hơn 20 xí nghiệp, nhà máy, hàng trăm cơ sở sản xuất - kinh doanh, công ty trách nhiệm hữu hạn hoạt động đã tạo lập môi trường sản xuất - kinh doanh sôi động, cạnh tranh lành mạnh, góp phần giải quyết việc làm cho hàng nghìn lao động, tăng nhanh giá trị sản xuất công nghiệp - xây dựng trên địa bàn huyện. Cùng với những thành tựu đạt được, Thủy Nguyên còn đón nhận nhiều dự án lớn đang được đầu tư trên địa bàn như: tuyến Quốc lộ 10 từ Bến Kiền, Đá Bạc sang Quảng Ninh; nhà máy nhiệt điện 600 MW (phường Tam Hưng); Nhà máy Xi măng Hải Phòng (thị trấn Minh Đức); mở rộng Công ty Công nghiệp Tàu thủy Nam Triệu,.... Đây sẽ là những nền tảng cơ bản cho sự phát triển của Thủy Nguyên trong tương lai.
Bên cạnh đó, phát huy lợi thế của vùng ven đô giáp hải cảng, Thủy Nguyên có điều kiện phát triển du lịch, thương mại và dịch vụ với nhiều thắng cảnh đẹp như: hồ Sông Giá, hang Lương, hang Vua, khu vực núi Tràng Kênh... và nhiều công trình kiến trúc độc đáo, đền thờ, miếu mạo đã được Nhà nước công nhận và xếp hạng cùng với những lễ hội truyền thống độc đáo, đậm đà bản sắc dân tộc.
Có thể nói, bức tranh kinh tế Thủy Nguyên trong giai đoạn gần đây đã có những gam màu sáng, hoạt động kinh tế sôi động hơn đã mang lại hơi thở mới trong cuộc sống của người dân nơi đây. Đời sống vật chất cũng như tinh thần của người dân Thủy Nguyên được cải thiện rõ rệt nhờ các biện pháp chăm lo đầu tư cơ sở hạ tầng, phát triển văn hóa giáo dục.
Công tác y tế, dân số và chăm sóc sức khỏe cộng đồng được quan tâm, đặc biệt là các xã vùng sâu, vùng xa. Đến nay, huyện đã hoàn thành chương trình đưa bác sĩ về cơ sở, sửa chữa các trạm y tế xã, đầu tư hệ thống trang thiết bị hiện đại, phục vụ tốt công tác khám, chữa bệnh. Đặc biệt, công tác giáo dục, chăm sóc, bảo vệ trẻ em được quan tâm thường xuyên bằng hành động thiết thực như duy trì tốt hoạt động giảng dạy ở các lớp học tình thương, giúp đỡ trẻ em có hoàn cảnh đặc biệt hòa nhập cộng đồng.
Các hoạt động văn hóa, thể thao quần chúng phát triển mạnh mẽ. Công tác xã hội hoá thể thao được đẩy mạnh từ cấp huyện đến cơ sở, góp phần rèn luyện sức khoẻ nhân dân. Các môn bơi lặn, bóng đá thiếu niên nhi đồng, điền kinh trong sân đều đạt thành tích cao.
Về xây dựng cơ bản, huyện chỉ đạo các ban ngành thực hiện xong quy hoạch chi tiết các phường Thủy Đường, Minh Đức, khu đô thị Bắc Sông Cấm và lập dự án khai thác tài nguyên hồ Sông Giá. Ngoài ra, thành phố còn tiến hành xây dựng 2 nhà máy nước loại nhỏ ở các phường Dương Quan, Nam Triệu Giang, hệ thống cấp nước ở Liên Xuân, xây dựng 60 bể xử lý chất thải chăn nuôi đảm bảo vệ sinh môi trường.
Hệ thống giao thông vận tải phát triển mạnh về số lượng và chất lượng, đáp ứng nhu cầu vận chuyển hàng hóa và phục vụ nhu cầu đi lại của nhân dân. Bên cạnh đó, công tác quản lý phương tiện, giải tỏa hành lang an toàn giao thông được tăng cường, thường xuyên thực hiện chế độ duy tu, sửa chữa hệ thống đường sá. Đến nay, huyện Thủy Nguyên đã cơ bản hoàn thành việc bàn giao lưới điện trung áp ở các xã, phường, đưa vào sử dụng 5 công trình bằng nguồn vốn phụ thu và một phần đóng góp của nhân dân trị giá 644 triệu đồng. Bên cạnh đó, ngành Bưu điện Thủy Nguyên cũng đạt được nhiều bước tiến vượt bậc.
Hiện nay, trên địa bàn thành phố Thủy Nguyên đã và đang hình thành một số khu đô thị mới như khu đô thị VSIP Hải Phòng, khu đô thị Bắc Sông Cấm, khu đô thị Gò Gai, khu đô thị Quang Minh Green City,...

### Giáo dục
Trường THPT
- THPT Lê Ích Mộc (xã Ninh Sơn)
- THPT Quang Trung (xã Quang Trung)

Khu C trường THPT Thủy Sơn

- THPT Lý Thường Kiệt (phường Thủy Đường)
- THPT Phạm Ngũ Lão (phường Phạm Ngũ Lão)
- THPT Bạch Đằng (phường Lưu Kiếm)
- THPT Thủy Sơn (phường Thủy Đường)
- THPT Nam Triệu (phường Nam Triệu Giang)
- THPT Quảng Thanh (phường Quảng Thanh)
- THPT 25-10 (phường Thủy Đường)

## Dân số
Thành phố Thủy Nguyên có diện tích 242,87 km², dân số năm 2019 là 333.810 người, mật độ dân số đạt 1.374 người/km².
Trước khi điều chỉnh, thành phố Thủy Nguyên có diện tích 261,91 km², dân số quy đổi tính đến ngày 31/12/2022 là 382.103 người, mật độ dân số đạt 1.458 người/km².
Sau khi điều chỉnh, thành phố Thủy Nguyên có diện tích 269,10 km² diện tích tự nhiên, dân số quy đổi tính đến ngày 31/12/2023 là 397.570 người, mật độ dân số đạt 1.477 người/km².

## Văn hóa
- Dưa chuột Kỳ Sơn
- Làng nghề mây tre đan Chính Mỹ
- Làng đúc Mỹ Đồng
- Bưởi Lâm Động
- Tứ vật ở thành phố Thủy Nguyên:

1. Vật hành Thanh Lãng lộ (勿行清朗路), không nên đi vào con đường xã Thanh Lãng, tổng Phù Lưu (khu vực cánh đồng giáp Quảng Cư) vì hay bị cướp giật. Địa danh này nay thuộc phường Quảng Thanh,.
2. Vật thú Lôi Động thê (勿娶雷洞妻), không nên lấy vợ ở xã Lôi Động, tổng Lâm Động, vì con gái thường trăng hoa, kiêu kỳ và nhà gái thách cưới cao. Địa danh này nay thuộc phường Hoàng Lâm.
3. Vật ẩm Kiền Bái tửu (勿飲虔拜酒), không nên uống rượu của xã Kiền Bái, tổng Trịnh Xá, vì chất lượng kém, thường bị pha thêm lấy số lượng. Địa danh này nay thuộc phường Lê Hồng Phong.
4. Vật giao Phục Lễ hữu (勿交復禮友), không nên giao tiếp với dân xã Phục Lễ, tổng Phục Lễ vì thường lý sự, hai mặt. Địa danh này nay thuộc phường Nam Triệu Giang.

- Một số câu ca cổ khác: Chơi với dân Kiền Bái mất cả dái lẫn cu. Hay Chơi với dân Phục nó đục đến xương.

### Làng nghề
Là một huyện giáp ngay trung tâm thành phố lại có diện tích rộng nên Thủy Nguyên có nhiều làng nghề xưa và làng nghề mới. Chính vì nhiều làng nghề mà Thủy Nguyên được coi là đơn vị cấp huyện giàu nhất của Hải Phòng:
- Đánh bắt thủy sản, đóng tàu gỗ Lập Lễ (phường Nam Triệu Giang)
- Đúc gia công Mỹ Đồng (phường Lê Hồng Phong)
- Làng gốm Dưỡng Động (xã Bạch Đằng)
- Bánh chưng Thủy Đường (phường Thủy Đường)
- Trồng và chế biến cau Cao Nhân (xã Quang Trung)
- Khai thác, làm đá Pháp Cổ (xã Liên Xuân)
- Nghề khai thác đá, vật liệu xây dựng ở xã Ninh Sơn
- Mây tre đan Chính Mỹ (xã Quang Trung)
- Mộc, làm nhà gỗ (nét đẹp) ở phường Thủy Hà
- Nghề vận tải phát triển nhiều hơn ở khu vực phía Nam
- Làm hương Kiền Bái (phường Lê Hồng Phong)
- Vận tải thủy ở phường An Lư
- Làm bún, nấu rượu Trịnh Xá (phường Thiên Hương)
- Một số làm việc ngoài nước nhiều nhất ở các tổ dân phố phía Đông Nam
- Nông sản, lương thực, cai xây dựng, trồng rau, hoa,...

## Du lịch
- Quần thể di tích – danh thắng Tràng Kênh
- Bãi cọc Cao Quỳ tại xã Liên Xuân, được phát hiện năm 2019, các cọc gỗ ở đây được xác định thuộc trận Bạch Đằng năm 1288.

## Giao thông
Đường phố
- 25 tháng 10
- Bạch Đằng
- Đà Nẵng
- Đỗ Mười
- Phạm Ngũ Lão
- Tam Hưng
- Thắng Lợi
- Thanh Bình
- Thường Sơn
- Trần Hưng Đạo
- Trần Kiên